# Scatopsciara destituta
Scatopsciara destituta är en tvåvingeart som beskrevs av Mohrig, Roeschmann och Björn Rulik 2004. Scatopsciara destituta ingår i släktet Scatopsciara och familjen sorgmyggor.
Artens utbredningsområde är Dominikanska republiken. Inga underarter finns listade i Catalogue of Life.